# 光岡・ライク
ライク（雷駆、Like ）は光岡自動車が三菱自動車のi-MiEVをベースに改造・販売したEV型小型自動車。

## 概要
2010年4月22日に発表、同年6月16日から販売予約を開始した。
前後バンパーやクロームメッキを施した重厚感のあるフロントグリルなどで存在感を主張して全長を3,570mmに延長し、軽自動車枠を越えてリッターカークラス相当の小型自動車となった。
内装は後部座席と後部扉内張の形状変更やシートベルトを追加し、乗車定員をベース車の4名から5名に増員した。タクシー用途の需要を見込む。ボディカラーは全5色を用意。
価格はベース車のi-MiEVより30万円高い428万円で、i-MiEVと同様に2010年度は1台114万円の補助金が政府から交付される。当初はi-MiEVと同様にメンテナンスリース方式を基本した。
販売は光岡自動車に加えて法人向け販売窓口として兼松とユアサM&Bの2社が担当する。納車とアフターサービスは三菱自動車の販売ディーラーが行い、ロードサービスは光岡自動車の提供へ予約受付開始時に変更した。
2010年11月26日にベース車の改良を受け、一部仕様変更。車両接近通報装置・ACCオートカット機能・ルームランプオートカット機能・ブレーキオーバーライド制御の追加、静粛性の向上、普通充電ケーブルや普通充電ガンのデザイン変更等を行う。「ライク」独自の変更点として、メーカーオプションの「プレミアムセレクション」にグリルメッキモールを追加し、メンテナンスリースに加えて現金販売を開始した。
2011年8月26日にベース車の改良を受け、マイナーチェンジした。グレードを「M」と「G」の2グレードに変更した。「MiEV OS」の改良等でブレーキペダル連動回生ブレーキを追加して一充電当たりの走行距離を向上した。新たにアクティブスタビリティコントロール (ASC) の標準装備とドアミラーの大型化で安全性能を向上した。「G」は、運転席と助手席シートヒーターと従来はメーカーオプションのSSDカーナビゲーションシステム「三菱マルチエンターテイメントシステム (MMES)」を標準装備した。普通充電ケーブルは新たにコントロールボックスを追加したAC200V専用ケーブルのみとなり、AC100V専用ケーブルをメーカーオプションとした。ボディカラーはホワイトソリッド、クールシルバーメタリック、ブラックマイカのシックな3色に整理した。車両本体価格は「G」を従来型から18万円下げ410万円に、新設定の「M」は290万円とした。国のEV補助金は「M」で72万円、「G」で96万円が交付され、実質負担額は「M」が218万円、「G」は従来型と同じく314万円となる。
2012年7月、シートベルト安全基準の法改正により終売した。

## 車名
- 電気の根源である「雷」で「駆動」することから採り、「Like」は人に好かれるクルマであってほしいと願う。